# Кундузьке ханство
Кундузьке ханство (узб. Qunduz xonligi, Қундуз хонлігі) — узбецька держава, що існувала в Північному Афганістані (XVIII-XIX ст.). У ханство увійшли також деякі області, розташовані на правому березі Амудар'ї (Куляб, Кубадіян). У 1820-х розквітло під час правління Мурадбека. У 1850-х підкорена афганським аміром Дост Мухаммедом. 